# Świadkowie Jehowy w Azerbejdżanie
Świadkowie Jehowy w Azerbejdżanie – społeczność wyznaniowa w Azerbejdżanie, należąca do ogólnoświatowej społeczności Świadków Jehowy, licząca w 2023 roku 1736 głosicieli, należących do 23 zborów. Na dorocznej uroczystości Wieczerzy Pańskiej w 2023 roku zgromadziły się 3642 osoby. Działalność miejscowych głosicieli nadzoruje gruzińskie Biuro Oddziału w Tbilisi, w którym również tłumaczy się publikacje biblijne na język azerbejdżański.

## Historia

### Początki
Świadkowie Jehowy aktywnie działają w Azerbejdżanie od lat 60. XX wieku. Grupa głosicieli osiedliła się tam po uwolnieniu z łagrów i obozów pracy na Syberii, dokąd zostali przesiedleni w wyniku Operacji Północ. W wyniku działalności głosicieli przybyłych z Kraj Stawropolskiego, w roku 1983 działała 10-osobowa grupa w Baku. W następnych latach ich liczba powoli wzrastała.

### Rejestracja prawna, prześladowania
27 marca 1991 roku Świadkowie Jehowy zostali prawnie zarejestrowani w całym Związku Radzieckim. W 1997 roku Świadkowie Jehowy złożyli wniosek o rejestrację na terenie niepodległego Azerbejdżanu. Uzyskali ją 22 grudnia 1999 roku jako Religijne Stowarzyszenie Świadków Jehowy w Republice Azerbejdżanu. Jednak w praktyce zapewnia ona wolność praktykowania religii tylko w stolicy kraju, Baku. W 1999 roku w Azerbejdżanie działało około pół tysiąca głosicieli, a na zebrania zborowe uczęszczało około tysiąca osób.
7 lutego 2002 roku Państwowa Komisja do spraw Stosunków z Organizacjami i Stowarzyszeniami Religijnymi zarejestrowała społeczność religijną Świadków Jehowy w Baku.
19 września 2014 roku na kongresie pod hasłem „Szukajmy najpierw Królestwa Bożego! ogłoszono wydanie „Pisma Świętego w Przekładzie Nowego Świata” w języku azerskim (wydanie: cyrylica i alfabet łaciński). Chrześcijańskie Pisma Greckie w Przekładzie Nowego Świata (Nowy Testament) w tym języku wydano w 2010 roku.
Większość Świadków Jehowy w Azerbejdżanie to Azerowie i Rosjanie. Jest niewielu Lezginów. Oprócz zarejestrowanych zborów w Baku, działają też grupy m.in. w miejscowościach: Sumgait, Gandża, Bərdə, Mingeczaur, Qax, Zaqatala, Lenkoran, Szeki i Şəmkir.

### Aresztowania i konfiskaty, kwestia legalizacji
Pomimo prawnej rejestracji w kraju dochodzi niejednokrotnie do łamania prawa do wolności wyznania. Przerywane są zgromadzenia religijne, zdarzają się aresztowania uczestniczących w nich osób, konfiskuje się literaturę religijną w tym Biblie, dokonuje się rewizji prywatnych mieszkań głosicieli oraz Sal Królestwa, zdarzają się przypadki przemocy fizycznej. Równocześnie Świadkowie Jehowy podejmują próby uznania legalności wyznania na terenie całego kraju.
24 grudnia 2006 roku w Baku aresztowano ponad 200 głosicieli w trakcie spotkania religijnego. Uzbrojeni policjanci w towarzystwie ekip telewizyjnych oraz lokalnych urzędników przerwali spotkanie i pomimo braku nakazu przeprowadzili rewizję oraz zatrzymali wszystkich obecnych. Dwóch głosicieli zostało pobitych; skonfiskowano legalną literaturę religijną, dokumenty prawne, dobrowolne datki pieniężne i sprzęt do tłumaczenia Biblii. Sześciu obcokrajowców deportowano. Rozpoczął się okres utrudniania przez władze sprowadzenia literatury religijnej; kilkunastu głosicieli odbywało kary więzienia za praktykowanie zasad swej religii. W czerwcu 2008 roku po raz kolejny bezpodstawnie aresztowano i brutalnie pobito Świadków Jehowy, uczestniczących w spotkaniu religijnym. W sierpniu deportowano Świadków Jehowy z Rosji, którzy osiedlili się w Azerbejdżanie.
9 kwietnia 2009 roku wystąpiono do Państwowej Komisji do spraw Stosunków z Organizacjami i Stowarzyszeniami Religijnymi o prawne zarejestrowanie działalności Świadków Jehowy na terenie całego kraju (w stołecznym Baku Świadkowie Jehowy posiadają osobowość prawną od 2002 roku). Wniosek ten został odrzucony 29 stycznia 2010 roku. W lipcu tego samego roku deportowano dwóch Gruzinów, będących Świadkami Jehowy i skonfiskowano im literaturę religijną. Miesiąc później policja azerbejdżańska ponownie aresztowała i nałożyła kary grzywny na grupy Świadków Jehowy, uczestniczące w spotkaniu religijnym w domu prywatnym w mieście Qax (Gakh) – chociaż prawo nie wymaga oficjalnej rejestracji od osób, pragnących wspólnie praktykować swą religię w domach.
3 marca 2010 roku dwóch głosicieli zostało aresztowanych i ukaranych grzywną za rozpowszechnianie publikacji Świadków Jehowy. Od marca 2010 roku sądy skazały 7 osób na kary grzywny za dystrybucję tych publikacji. 25 kwietnia funkcjonariusze kontroli granicznej skonfiskowali Biblie oraz osobiste egzemplarze publikacji religijnych u ponad 250 delegatów wracających ze zgromadzenia religijnego, które odbyło się w Gruzji. W maju miały miejsce przeszukania w domach Świadków Jehowy, a także konfiskaty publikacji oraz Biblii.
We wrześniu 2010 roku uwięziono głosicieli za odmowę służby wojskowej.
Raport Europejskiej Komisji przeciwko Rasizmowi i Nietolerancji z 31 marca 2011 roku „stanowczo zaleca, aby władze Azerbejdżanu szybko zakończyły będącą w toku procedurę rejestracji wspólnot religijnych, uwzględniając orzecznictwo Europejskiego Trybunału Praw Człowieka”. Domaga się od władz Azerbejdżanu „wyjaśnienia sytuacji prawnej wspólnot wciąż oczekujących na ostateczną odpowiedź Państwowego Komitetu ds. Stosunków z Wyznaniami lub sądów, w szczególności poprzez jasne określenie, że te już zarejestrowane [organizacje religijne] na mocy poprzednich przepisów muszą mieć możliwość kontynuowania normalnej działalności w okresie przejściowym”.
24 maja 2011 roku Sąd Najwyższy Azerbejdżanu wydał korzystne postanowienie na rzecz miejscowych Świadków Jehowy, kierując ich sprawę do Sądu Apelacyjnego w Baku celem ponownego rozpatrzenia. Od kwietnia do czerwca 2011 roku policja przerwała kilka spotkań religijnych odbywających się w domach prywatnych w Lokbatanie, dzielnicy Baku.
12 września 2011 roku Sąd Apelacyjny w Baku po raz drugi odmówił obrony praw Świadków Jehowy. Decyzja ta zignorowała stanowisko Sądu Najwyższego Azerbejdżanu, który orzekł, że Sąd Apelacyjny naruszył swoją wcześniejszą decyzję, nie biorąc pod uwagę ustawy Republiki Azerbejdżanu O Wolności Przekonań Religijnych, która stanowi, że rejestracji nie można odmówić jedynie ze względów technicznych. Świadkowie Jehowy zamierzają ponownie wnieść sprawę przed Sąd Najwyższy. Do roku 2011 ponad 540 związków wyznaniowych zostało ponownie zarejestrowanych na podstawie ustawy Azerbejdżanu O Wolności Przekonań Religijnych. Pomimo uznania przez Europejski Trybunał Praw Człowieka jako znanej religii „od dawna istniejącej na arenie międzynarodowej”, Świadkowie Jehowy nie znaleźli się na tej liście.
9 września 2011 roku Sąd Administracyjno-Gospodarczy w Baku nr 1 wydał orzeczenie przeciwko rządowej cenzurze literatury religijnej Świadków Jehowy. Przez wiele lat cenzura poważnie ograniczała prawo dostępu Świadków Jehowy do publikacji religijnych, mających istotne znaczenie dla praktykowanych przez nich wierzeń. Na kongresie regionalnym pod hasłem „Szukajmy najpierw Królestwa Bożego!”, który odbył się w dniach od 18 do 20 września 2014 roku w Gruzji ogłoszono wydanie Pisma Świętego w Przekładzie Nowego Świata w języku azerskim. W lipcu 2018 roku delegacja Świadków Jehowy z Azerbejdżanu uczestniczyła w kongresie specjalnym pod hasłem „Bądź odważny!” w gruzińskim Tbilisi.
W dniach od 26 do 28 lipca 2019 roku w Baku odbył się kongres regionalny pod hasłem „Miłość nigdy nie zawodzi!”. Po raz pierwszy brały w nim udział wszystkie zbory azerskojęzyczne i rosyjskojęzyczne w Azerbejdżanie. Liczba obecnych wyniosła 1938 osób, a ochrzczono 33 osoby. Po raz pierwszy na kongresie w tym kraju był obecny członek Ciała Kierowniczego Świadków Jehowy. Mark Sanderson otrzymał specjalne zezwolenie na wjazd do Azerbejdżanu, aby wygłosić przemówienia na tym kongresie. W sierpniu tego samego roku delegacja z Azerbejdżanu uczestniczyła w kongresie międzynarodowym pod hasłem „Miłość nigdy nie zawodzi!” w Warszawie.
24 września 2020 roku Europejski Trybunał Praw Człowieka (ETPC) wydał dwa orzeczenia na korzyść Świadków Jehowy w Azerbejdżanie. Pierwsza dotyczyła skargi z 2011 roku Walijew i inni przeciw Azerbejdżanowi. Władze miasta Gandża uniemożliwiały przeprowadzenie rejestracji prawnej tamtejszemu zborowi. Na niektórych uczestników zebrań nakładano grzywny. Walijew był wielokrotnie skazywany i karany grzywną. Łącznie musiał zapłacić 9450 manatów. Inni byli aresztowani, bo nie było ich stać na zapłacenie wysokich grzywien. Skarga z 2013 roku Stowarzyszenie Religijne Świadków Jehowy przeciw Azerbejdżanowi dotyczyła ograniczenia przez Azerbejdżan ilość importu publikacji biblijnych. Azerbejdżan oficjalnie przyznał się do naruszenia praw Świadków Jehowy i zgodził się wypłacić pokrzywdzonym zadośćuczynienie wynoszące łącznie 19 000 euro.
W Baku 15 zborów (4 rosyjskojęzyczne i 11 azerskojęzycznych) korzysta z trzech Sal Królestwa. Pozostałe zbory korzystają z zebrań urządzanych w domach prywatnych. Od 2015 roku Państwowa Komisja do spraw Stosunków z Organizacjami i Stowarzyszeniami Religijnymi umożliwiła Stowarzyszeniu Świadków Jehowy zorganizowanie Pamiątki śmierci Jezusa Chrystusa, kongresów regionalnych i zgromadzeń w wynajętych obiektach. Kongresy w Baku odbywają się w języku azerskim i rosyjskim.

#### Sytuacja zboru w Gandży
W grudniu 2010 roku aresztowano uczestników zebrania religijnego w domu prywatnym w Gandży. Sprawa ta została skierowana do Europejskiego Trybunału Praw Człowieka. 12 czerwca 2011 roku policja aresztowała 40 osób zebranych na spotkaniu religijnym w prywatnym domu w Gandży. Dzień później Sąd Rejonowy Nizami skazał po raz drugi czterech głosicieli na zapłacenie wysokiej grzywny za działalność religijną. 11 lipca Sąd Apelacyjny podtrzymał tę decyzję. Pierwszy wniosek Świadków Jehowy o rejestrację zboru w Gandży został odrzucony z powodów technicznych, a drugie odwołanie nie zostało rozpatrzone. 20 listopada 2011 roku policjanci ponownie wtargnęli na zebranie religijne w mieście Gandża, sześć osób skazano za uczestnictwo w nim na wysokie grzywny. Europejski Trybunał Praw Człowieka orzekł, że państwo członkowskie Rady Europy, jakim jest Azerbejdżan, nie może nakładać sankcji na poszczególnych członków w kwestii modlitwy lub innych form manifestowania swoich przekonań religijnych. W przeciwnym razie doprowadziłoby to do wykluczenia mniejszości religijnych, a tym samym oznaczałoby przyzwolenie na decydowanie przez państwo, w co człowiek może wierzyć.
W 2014 roku w mieście Gandża władze ponownie ukarały wysokimi grzywnami uczestników zebrań religijnych Świadków Jehowy. Niektórych osadzono w więzieniu. W październiku za niezapłacenie tylko części zasądzonej kary sądy w Gandży pozbawiły wolności cztery osoby (w tym jedną nie należącą do Świadków Jehowy). 10 listopada 2015 roku po raz kolejny złożono wniosek o rejestrację zboru w Gandży. 14 listopada policja, po raz ósmy w ciągu pięciu lat, wtargnęła na zebranie religijne w Gandży, 27 obecnych – w tym dzieci – zostało zatrzymanych. 12 z nich oskarżono o złamanie prawa regulującego udział w spotkaniach religijnych. Podczas rozpraw przy drzwiach zamkniętych, które przeprowadzono między 18 a 25 listopada, Sąd Rejonowy Gandża-Kapaz nałożył na dziewięć z tych osób – na niektóre z nich po raz kolejny – wysokie grzywny. Podobne wtargnięcia policji miały miejsce w miejscowościach: Lenkoran, Lökbatan, Mingeczaur, Qax, Şəmkir i Zaqatala.

#### Sprawa Iriny Zacharczenko i Walidy Dżabraiłowej
5 grudnia 2014 roku dwie głosicielki Świadków Jehowy w Baku, Irina Zacharczenko i Walida Dżabraiłowa, zostały oskarżone o rozpowszechnianie literatury biblijnej bez „odpowiedniego zezwolenia”, pomimo że 11 sierpnia 2014 roku Państwowa Komisja do spraw Stosunków z Organizacjami i Stowarzyszeniami Religijnymi zezwoliła na jej sprowadzenie. 17 lutego 2015 roku po kolejnym stawieniu się na wezwanie z ministerstwa, wytoczono im rozprawę przy drzwiach zamkniętych przed Sądem Rejonowym Baku-Sabail. Sąd nakazał areszt tymczasowy do czasu rozpatrzenia sprawy, który to areszt odbywały w trudnych warunkach. 26 lutego 2015 Sąd Apelacyjny w Baku odrzucił zażalenie na ich uwięzienie. Areszt ten był kilkakrotnie przedłużany. W reakcji na ich bezpodstawne uwięzienie, wystosowano list z prośbą o interwencję do Specjalnego Sprawozdawcy oraz Grupy Roboczej do spraw Bezprawnych Zatrzymań, działających przy ONZ, który w pisemnej decyzji stwierdził, że problem nie dotyczy jedynie pozbawienia ich wolności przed procesem, lecz że każdy wyrok skazujący nałożony na nie za działalność religijną będzie nadużyciem i przejawem dyskryminacji ze strony rządu. Sam proces również kilka razy przekładano.
28 stycznia 2016 roku, po 11 miesiącach spędzonych w więzieniu, Irina Zacharczenko i Walida Dżabraiłowa za prowadzenie działalności kaznodziejskiej zostały skazane na karę grzywny w wysokości 7000 manatów (równowartość 3932 euro). Następnie sędzia karę grzywny anulował ze względu na uwięzienie obu kobiet od 17 lutego 2015. Decyzja sądu całkowicie zignorowała orzeczenie ONZ o wypłaceniu rekompensaty ze względu na niezgodne z prawem pozbawienie ich wolności mimo bardzo złego stanu zdrowia Iriny Zacharczenko. Kobiety wniosły odwołanie do Sądu Apelacyjnego w Baku. Pokrzywdzone wnioskowały o uniewinnienie, pokrycie wszystkich kosztów procesu i wypłacenie odszkodowania za naruszenie ich praw podczas trwającego niemal rok pozbawienia wolności. 8 lutego 2017 roku Sąd Najwyższy Azerbejdżanu uchylił wyroki skazujące sądów niższej instancji za rozpowszechnianie literatury religijnej bez stosownego zezwolenia. Prezes Izby Karnej Sądu Najwyższego, sędzia Hafiz Nasibow, wydał orzeczenie, na mocy którego Sąd Najwyższy w postępowaniu obu kobiet będących Świadkami Jehowy nie dopatrzył się znamion przestępstwa. 4 sierpnia 2017 roku Sąd Rejonowy w Baku orzekł o przyznaniu im zadośćuczynienia finansowego. Ministerstwo Finansów wniosło odwołanie od tej decyzji. 20 listopada 2017 roku Sąd Apelacyjny w Baku oddalił wniosek Ministerstwa i pozostawił orzeczenie w mocy. 16 kwietnia 2018 Sąd Najwyższy podtrzymał decyzję o przyznaniu odszkodowania. Dodatkowo Sąd stwierdził, że obie głosicielki zostały pokrzywdzone przez funkcjonariuszy, którzy przekroczyli uprawnienia i naruszyli prawa obu kobiet.

## Sytuacja wyznania
Konstytucja gwarantuje obywatelom swobodę wyboru religii lub wyznania. Jednak od 2009 roku władze znacznie ograniczają możliwość nauczania poglądów religijnych innych ludzi. Rząd akceptuje działalność sunnitów, szyitów oraz Rosyjskiej Cerkwi Prawosławnej. Od pozostałych społeczności religijnych żąda ponawiania rejestracji. Procedura rejestracji jest uciążliwa i czasochłonna, nierzadko zdarzają się decyzje odmowne. W praktyce umożliwia to arbitralne kontrolowanie przez władze, jakim grupom religijnym zostanie ograniczona możliwość legalnej działalności.
Organizacje monitorujące przestrzeganie praw człowieka w poszczególnych krajach regularnie publikują doniesienia dotyczące sytuacji mniejszości religijnych, w tym Świadków Jehowy w Azerbejdżanie, rejestrowane przez Urząd Wysokiego Komisarza Narodów Zjednoczonych do spraw Uchodźców. W szczególności dostrzeżono następujące zjawiska:

### Nietolerancja w Górskim Karabachu
W rejonie Górskiego Karabachu daje się zauważyć wrogość ze strony ludności ormiańskiej w stosunku do Świadków Jehowy z powodu odmowy pełnienia służby wojskowej, podyktowanej zasadami ich wiary. Władze tego rejonu nie uznają prawa do takiej odmowy i nie zapewniają możliwości odbycia alternatywnej służby cywilnej co w pojedynczych wypadkach dla osób odmawiających służby wojskowej skutkuje wytaczaniem procesów i więzieniem. 25 grudnia 2014 roku Sąd Najwyższy Górskiego Karabachu utrzymał w mocy wyrok wydany na Artura Awanesjana, który pomimo posiadania również obywatelstwa ormiańskiego, 14 lipca 2014 roku został aresztowany w Armenii. Następnie bez ekstradycji, został przewieziony do Górskiego Karabachu i skazany na 30 miesięczne uwięzienie w kolonii karnej w Şuşa, mimo że wykazał gotowość do podjęcia alternatywnej służby cywilnej. Po wyczerpaniu wszystkich krajowych środków odwoławczych, złożył wniosek do Europejskiego Trybunału Praw Człowieka. 6 września 2016 roku na mocy amnestii 20–letni Artur Awanesjan – po 26 miesiącach uwięzienia – odzyskał wolność.

### Kwestia służby zastępczej
W 2001 roku Azerbejdżan przystąpił do Rady Europy, zobowiązując się do wprowadzenia od stycznia 2003 cywilnej służby zastępczej dla osób odmawiających odbywania służby wojskowej ze względów religijnych. Mimo to Świadkowie Jehowy byli skazywani z tego powodu na podstawie kodeksu karnego, przewidującego w takiej sytuacji karę pozbawienia wolności do lat 2. Przypadki takie miały miejsce, pomimo tego, że możliwość odbywania służby zastępczej przewiduje artykuł 76. Konstytucji Azerbejdżanu. Władze nie wprowadziły alternatywnej służby zastępczej dla osób odmawiających służby wojskowej ze względów sumienia. 6 lipca 2018 roku Sąd Rejonowy w Bərdə skazał Emila Mehdijewa na rok więzienia w zawieszeniu za uchylanie się od służby wojskowej. Skazany nie został pozbawiony wolności, lecz nie może zmieniać miejsca zamieszkania ani wyjeżdżać z Azerbejdżanu. 17 października 2019 roku Europejski Trybunał Praw Człowieka wydał orzeczenie stwierdzające, że wyznawcy w Azerbejdżanie, którzy kierując się sumieniem odmawiają odbycia służby wojskowej, nie powinni być karani. Orzeczenie to potwierdza, że karanie obdżektorów stanowi naruszenie wolności sumienia, myśli i wyznania.
30 maja 2022 roku Rojal Karimow odmówił służby wojskowej i poprosił o przydzielenie mu alternatywnej służby cywilnej. Jego prośba została odrzucona. 25 lipca 2022 roku został aresztowany przez władze i bezprawnie przetrzymywały w więzieniu wojskowym do 1 listopada 2022 roku. 22 września 2022 roku Sąd Rejonowy w Goranboy skazał 22-letniego Świadka Jehowy Sejmura Mammadowa na dziewięć miesięcy za odmowę obowiązkowej służby wojskowej ze względu na sumienie. 12 grudnia 2022 roku Sąd Apelacyjny w Gandży zmienił mu karę więzienia na karę pozbawienia wolności w zawieszeniu i został zwolniony.

### Kwestia legalności działalności religijnej
Pomimo krytyki ze strony międzynarodowych instytucji zajmujących się ochroną praw człowieka, Azerbejdżan w 2009 roku wprowadził restrykcyjną politykę wobec związków wyznaniowych. Obejmuje ona m.in. zwalczanie działalności religijnej prowadzonej bez oficjalnej rejestracji. Państwowy Komitet do spraw Stosunków z Organizacjami i Stowarzyszeniami Religijnymi, odpowiedzialny obecnie za rejestrację wspólnot religijnych, odmawia ponownej rejestracji niektórych związków wyznaniowych, w tym Świadków Jehowy, uznając wcześniejszą rejestrację w Ministerstwie Sprawiedliwości za nieaktualną. W grudniu 2010 roku znacznie podwyższono kary za prowadzenie działalności religijnej bez prawnej rejestracji. Świadkowie Jehowy za prowadzenie działalności religijnej bywali osadzani w areszcie lub skazywani na karę grzywny w tak dużej wysokości, że nie byli w stanie ich płacić.
W styczniu 2011 roku zażądano od większości organizacji religijnych kolejnej rejestracji.
31 lipca 2012 roku złożono skargę do ETPC w związku z pogwałceniem prawa do wolności wyznania. W okresie od grudnia 2006 roku do 31 stycznia 2014 złożono 19 skarg do ETPC, które czekają na rozpatrzenie. Do grudnia 2015 roku liczba ta wzrosła do 21. W 2018 roku na rozpatrzenie czekało 18 skarg w ETPC oraz 11 w Komitecie Praw Człowieka ONZ. Dotyczą one złego traktowania Świadków Jehowy przez władze Azerbejdżanu. Władze odmówiły prawnej rejestracji działalności Świadków mieszkających poza Baku.
8 listopada 2018 roku Państwowa Komisja do spraw Stosunków z Organizacjami i Stowarzyszeniami Religijnymi w Azerbejdżanie zarejestrowała prawnie działalność Świadków Jehowy na terenie miasta Baku.
20 lutego 2020 roku ETPC wydał dwa korzystne dla Świadków Jehowy w Azerbejdżanie orzeczenia w sprawach dotyczących wolności religijnej: Nasirow i inni przeciw Azerbejdżanowi (skarga złożona w 2010 roku) i Stowarzyszenie Religijne Świadków Jehowy w Azerbejdżanie przeciw Azerbejdżanowi (skarga złożona w 2009 roku). W pierwszej sprawie orzekł, że Azerbejdżan naruszył Artykuły 5 i 9 („Prawo do wolności i bezpieczeństwa osobistego” oraz „Wolność myśli, sumienia i wyznania”) Europejskiej Konwencji Praw Człowieka, ponieważ w 2010 roku władze wielokrotnie zatrzymywały, skazywały i karały grzywnami Świadków Jehowy biorących udział w służbie kaznodziejskiej. Trybunał przyznał każdemu skarżącemu 3000 euro odszkodowania (łącznie 21 000 euro). W drugiej sprawie orzekł, że Azerbejdżan naruszył Artykuł 10 („Wolność wyrażania opinii”) Konwencji, ponieważ władze uniemożliwiały importowanie i rozpowszechnianie niektórych publikacji Świadków Jehowy.
W październiku i listopadzie 2020 roku ETPC wydał cztery orzeczenia korzystne dla Świadków Jehowy w Azerbejdżanie. Skargi pochodziły z 2011 i 2012 roku. Sprawy Gridniewa przeciw Azerbejdżanowi oraz Szeweli i Szengelaja przeciw Azerbejdżanowi dotyczyły przerywania przez przedstawicieli organów bezpieczeństwa zebrań zborowych lub utrudniania głosicielom prowadzenia działalności kaznodziejskiej. Sprawy Dżafarow przeciw Azerbejdżanowi i Tagijew przeciw Azerbejdżanowi miały związek z nałożonym przez władze zakazem lub ograniczeniami w zakresie sprowadzenia do kraju kilku publikacji Świadków Jehowy. ETPC nakazał Azerbejdżanowi wypłacenie skarżącym odszkodowań.
15 grudnia 2020 roku Komitet Praw Człowieka ONZ wydał dwa orzeczenia na korzyść Świadków Jehowy w Azerbejdżanie. W skargach Rahima Husejnowa przeciwko Azerbejdżanowi oraz Saladdin Mammadow, Raszad Niftalijew i Sadagat Abbasowa przeciwko Azerbejdżanowi KPC ONZ uznał, że Azerbejdżan naruszył prawa Świadków Jehowy, i nakazał władzom znowelizowanie przepisów, żeby w przyszłości ponownie do tego nie dochodziło. Orzeczenie potwierdza, że Świadkowie Jehowy w Azerbejdżanie mają prawo spotykać się w celach religijnych, nawet bez wcześniejszego uzyskania urzędowej rejestracji. 26 kwietnia 2021 roku ten sam Komitet wydał oświadczenie w sprawie Aziz Alijew i inni przeciwko Azerbejdżanowi. To trzecia decyzja Komitetu na korzyść Świadków Jehowy w tym państwie. Sprawa dotyczyła nielegalnej rewizji w Aliabadzie w rejonie Zaqatala. 21 września 2013 roku policjanci wtargnęli do domu Aziza Alijewa i przerwali spotkanie religijne, skonfiskowali też literaturę religijną, dokumentację prawną i medyczną oraz pieniądze. Sąd skazał wielu Świadków Jehowy na wysokie grzywny. Komitet stwierdził, że Azerbejdżan pogwałcił ich prawo do wolności religijnej i prawo do ochrony przed bezpodstawnym aresztowaniem. Stwierdził, że Świadkowie Jehowy spotkali się z nękaniem ze strony władz i policjantów, którzy „grozili im więzieniem, obrażali ich, krytykowali ich religię, ale nie poinformowali o potencjalnych szkodach, jakie mogłyby spowodować ich praktyki religijne i literatura”. Azerbejdżan został wezwany do wypłacenia odszkodowania i „poczynienia wszelkich niezbędnych kroków, żeby zapobiec podobnym naruszeniom w przyszłości, w tym do znowelizowania krajowych praw, przepisów i/lub praktyk”.
5 listopada 2021 roku Komitet Praw Człowieka ONZ potwierdził, że Matanat Gurbanowa i Saadat Muradhasilowa mają prawo do prowadzenia działalności ewangelizacyjnej i zobowiązał Azerbejdżan do podjęcia wszelkich niezbędnych działań, żeby zapobiec podobnym naruszeniom w przyszłości. 21 grudnia 2021 roku w podobnej sprawie Komitet orzekł, że policjanci w Azerbejdżanie złamali prawo, gdy zatrzymali Dżejran Azizową i Gulnaz Israfiłową za „prowadzenie działalności religijnej poza prawnie zarejestrowanym do tego celu miejscem”.

## Statystyki
Dane statystyczne dotyczące wyników działalności Świadków Jehowy w Azerbejdżanie publikowane są od 2000 roku, gdy w kraju działało 215 głosicieli należących do jednego zboru.

### Liczba głosicieli (w tym pionierów)
Dane na podstawie oficjalnych raportów o działalności:
- najwyższa liczba głosicieli osiągnięta w danym roku służbowym[c] (liczby nad słupkami na wykresie)
- przeciętna liczba pionierów w danym roku służbowym (ciemniejszym odcieniem, liczby na słupkach wykresu; od 2017 roku tylko pionierów pełnoczasowych, bez pomocniczych)

### Liczba obecnych na Pamiątce
Dane na podstawie oficjalnych raportów o działalności: